# Margarete von Valois

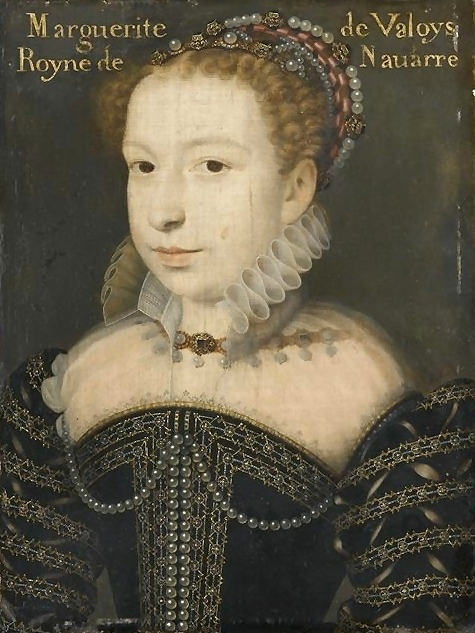
Porträt Margaretes von Valois eines anonymen Malers nach François Clouet, zweite Hälfte des 16. Jahrhunderts, Musée Condé

Margarete von Valois (französisch Marguerite de Valois; * 14. Mai 1553 in Saint-Germain-en-Laye; † 27. März 1615 in Paris), auch bekannt unter dem Namen la Reine Margot, war Königin von Frankreich und Navarra sowie Herzogin von Valois.
Das Leben Margaretes – nach dem Tod Heinrichs III. letzter Spross des Hauses Valois – war durch Skandale, Intrigen und Tragödien geprägt. Als gläubiges Mitglied der katholischen Kirche mit dem Hugenotten König Heinrich von Navarra verheiratet, war sie aufgrund der französischen Religionskriege ihr Leben lang Spielball der religiösen und politischen Parteien im Kampf um die Macht in Frankreich.
Ihr Leben ist vornehmlich durch die selbst verfassten Memoiren bekannt, die ein nahezu authentisches Bild ihrer Zeit in den Jahren 1565 bis 1582 geben. Der Rest ihres Lebens ist unter anderem durch ihre erhaltenen Briefe dokumentiert. Zeitgenossen beschrieben sie als stolz, „freigiebig und großzügig bis verschwenderisch“. Sie galt zudem als „wissensdurstig, redebegabt, schlagfertig und aufgeschlossen gegenüber den Wissenschaften“.
Margarete pflegte einen für ihre Zeit unkonventionellen Lebensstil, der zu zahlreichen Gerüchten und Spötteleien am französischen Königshof beitrug. Sie selbst trat diesem Gerede nicht entgegen, sodass ihre Person in späteren Publikationen oft als lasterhaft und sittenlos dargestellt wurde. Heutige Historiker attestieren ihr jedoch, dass sie sich lediglich die Freiheiten nahm, die zu jener Zeit für männliche Mitglieder des Adels üblich waren.

## Familie
Margarete von Valois wurde als siebtes Kind und damit jüngste überlebende Tochter Heinrichs II. und Katharinas von Medici geboren. Ihren Vornamen erhielt sie zu Ehren ihrer Patin Marguerite de Valois-Angoulême, einer Tante väterlicherseits. Durch ihre beiden Schwestern Elisabeth und Claudia sowie ihre Brüder Franz II., Karl IX. und Heinrich III. war sie Schwester von drei französischen Königen, einer Königin von Spanien (Elisabeth, verheiratet mit Philipp II.) sowie der Gattin des einflussreichen Herzogs von Lothringen, Karl III. (Claudia).
Ihren Vater hat Margarete kaum gekannt, da er bei einem Turnier anlässlich der Hochzeit ihrer Schwester Elisabeth mit dem spanischen König Philipp II. starb, als sie erst sechs Jahre alt war. Das Verhältnis zu ihrer Mutter war lebenslang sehr zwiespältig und geprägt durch eine Mischung aus Furcht und Bewunderung. Mit ihren Schwestern und ihrem jüngeren Bruder François-Hercule verband sie eine innige Liebe, während das Verhältnis zu ihrem älteren Bruder Heinrich schon von Jugend an von Rivalität geprägt war und in späteren Jahren sogar zeitweilig in hasserfüllte Feindschaft umschlug. Nur über die Beziehung zu ihrem zweitältesten Bruder Karl ist wenig überliefert. Fest steht lediglich, dass er derjenige war, der Margaretes Spitznamen Margot erfand und als einziger benutzte.
Das Verhältnis zu ihrem Ehemann war von Höhen und Tiefen geprägt, die häufig durch die zahlreichen Mätressen Heinrichs von Navarra beeinflusst waren. Oft stand sie loyal an seiner Seite und unterstützte ihn und seine Ziele nach besten Kräften, obwohl es für sie politisch nicht opportun war. In anderen Momenten jedoch bezog sie offen Stellung gegen ihn oder versuchte, seine Pläne zu durchkreuzen. Erst einige Jahre nachdem ihre Ehe annulliert worden war, entwickelte sich ein dauerhaft freundschaftliches Verhältnis zwischen den beiden.

## Leben

### Kindheit und Jugend

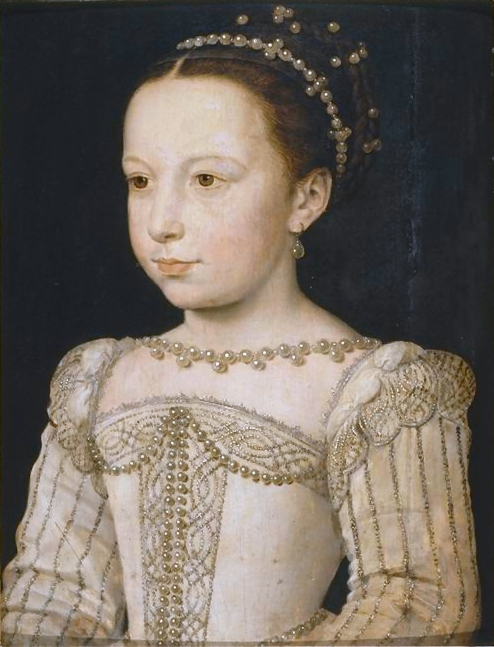
Margarete im Alter von etwa sieben Jahren, Porträt François Clouets um 1560, Musée Condé

Margarete verbrachte die ersten Lebensjahre gemeinsam mit ihren Geschwistern und Maria Stuart im Schloss Saint-Germain-en-Laye unter der Obhut ihrer Gouvernante Charlotte de Vienne, Baronne de Curton, die nach Margaretes Hochzeit deren erste Hofdame wurde. Nachdem sowohl Elisabeth als auch Maria geheiratet und Saint-Germain-en-Laye verlassen hatten, folgte 1559 ein Umzug in den Louvre, wo ihr ihre beiden Brüder Heinrich und François-Hercule Gesellschaft leisteten. Sie erhielt eine umfassende, klassisch humanistische Erziehung, die sich später unter anderem darin bemerkbar machte, dass sie fließend Latein, Griechisch, Italienisch und Spanisch sprach.
Als Tochter eines der einflussreichsten und mächtigsten Herrscherhäuser Europas war die Prinzessin bereits im Kindesalter eine begehrte Heiratskandidatin. 1560 trugen sich ihre Eltern mit dem Gedanken, sie mit dem spanischen Infanten Don Carlos zu vermählen. Als diesem im Alter von 15 Jahren die Porträts mehrerer potentieller Ehefrauen präsentiert wurden, entschied er sich für Margarete mit den Worten „Más hermosa es la pequeña“ (deutsch: „Die Kleine ist die hübscheste“). Doch die Pläne zerschlugen sich ebenso wie das Vorhaben Kaiser Maximilians II. im Jahr 1563, seinen Sohn Rudolf mit Margarete zu verheiraten.
Zu Beginn der religiösen Auseinandersetzungen in Frankreich schickte Katharina von Medici ihre Tochter und ihren jüngsten Sohn François-Hercule 1562 nach Amboise, während Heinrich und Karl bei ihrer Mutter im Louvre blieben. Ab Januar 1564 begleitete Margarete ihren königlichen Bruder Karl bis Mai 1566 auf einer Reise durch die Provinzen seines Reichs.
Nach der Rückkehr nach Paris entwickelte sich zwischen Margarete und dem jungen Herzog Henri I. de Lorraine, duc de Guise eine Jugendliaison. Dieser trug sich sogar mit Heiratsgedanken. Eine Heirat zwischen ihm und Margarete war für das französische Königshaus jedoch vollkommen unvorstellbar, da Heinrichs Familie eine führende Kraft der unnachgiebigen katholischen Liga war, welche die französischen Hugenotten bekämpfte. Das Herrscherhaus hingegen war zu jener Zeit darauf bedacht, ein politisches Gleichgewicht zwischen Hugenotten und Katholiken im Reich herzustellen. Henri de Lorraine wurde kurzerhand aus dem Hofdienst entlassen und nur wenig später mit dem Patenkind der Königsmutter, Catherine de Clèves, verheiratet.
Schon 1565 hatten sich Pläne zerschlagen, Margarete mit König Sebastian I. von Portugal zu verheiraten. Auch Bestrebungen, sie nach dem Tod ihrer Schwester Elisabeth mit deren Witwer Philipp II. von Spanien zu vermählen, schlugen fehl.

### Heirat und Bartholomäusnacht
Aus rein dynastischen Interessen strebten König Karl IX. und seine Mutter ab 1570 eine Hochzeit der katholisch erzogenen Margarete mit dem protestantischen Heinrich von Navarra an. Ziel dieser Verbindung war es, eine Aussöhnung zwischen den französischen Protestanten und Katholiken herbeizuführen und nach dem dritten Hugenottenkrieg damit den Frieden von Saint-Germain zu besiegeln. Dieser Plan war für die damalige Zeit sehr außergewöhnlich, denn eine Ehe von Mitgliedern verschiedener Konfessionszugehörigkeit war in der Heiratspolitik der europäischen Herrscherhäuser vollkommen unüblich.
Es begannen lange und zähe Heiratsverhandlungen, die von Heinrichs Mutter Johanna und Margaretes Mutter Katharina in Tours und Blois geführt wurden. Beide Seiten bauten zu Beginn der Gespräche noch darauf, dass die andere Seite bereit war, zum jeweils anderen Glauben überzutreten, was sich jedoch als trügerische Hoffnung erwies. Bereits in einem Vorvertrag, der im April 1572 in Blois geschlossen wurde, war vereinbart, dass ein Religionsübertritt nicht nötig sei.
Obwohl Margarete ihren zukünftigen Ehemann ungeschliffen und hässlich fand und sich darüber hinaus über seinen üblen Geruch beklagte, willigte sie unter dem Druck ihrer Mutter in die Heirat ein; zumindest behauptete sie dies in späteren Jahren, obwohl in ihren Memoiren darüber nichts zu lesen ist und diese eher ein anderes Bild vermitteln.
Der endgültige Heiratsvertrag wurde am 17. August 1572 in Paris unterzeichnet und legte eine sehr hohe Mitgift für Margarete fest: Karl IX. verpflichtete sich zu einer Zahlung von 300.000 Goldécu, Katharina von Medici zu 200.000 Livres. Weitere 25.000 Livres sollten jeweils von ihren Brüdern Heinrich und François-Hercule gezahlt werden. Im Gegenzug verpflichtete sich Margarete dazu, auf sämtliche Erbansprüche bezüglich des Familienvermögens zu verzichten. Es scheint jedoch so, als sei die vereinbarte Mitgift gar nicht oder nur zu einem Teil gezahlt worden. Der Vertragsunterzeichnung folgte eine offizielle Verlobungsfeier im Louvre unter der Leitung Charles' de Bourbon, Erzbischof von Rouen und Onkel des Bräutigams.

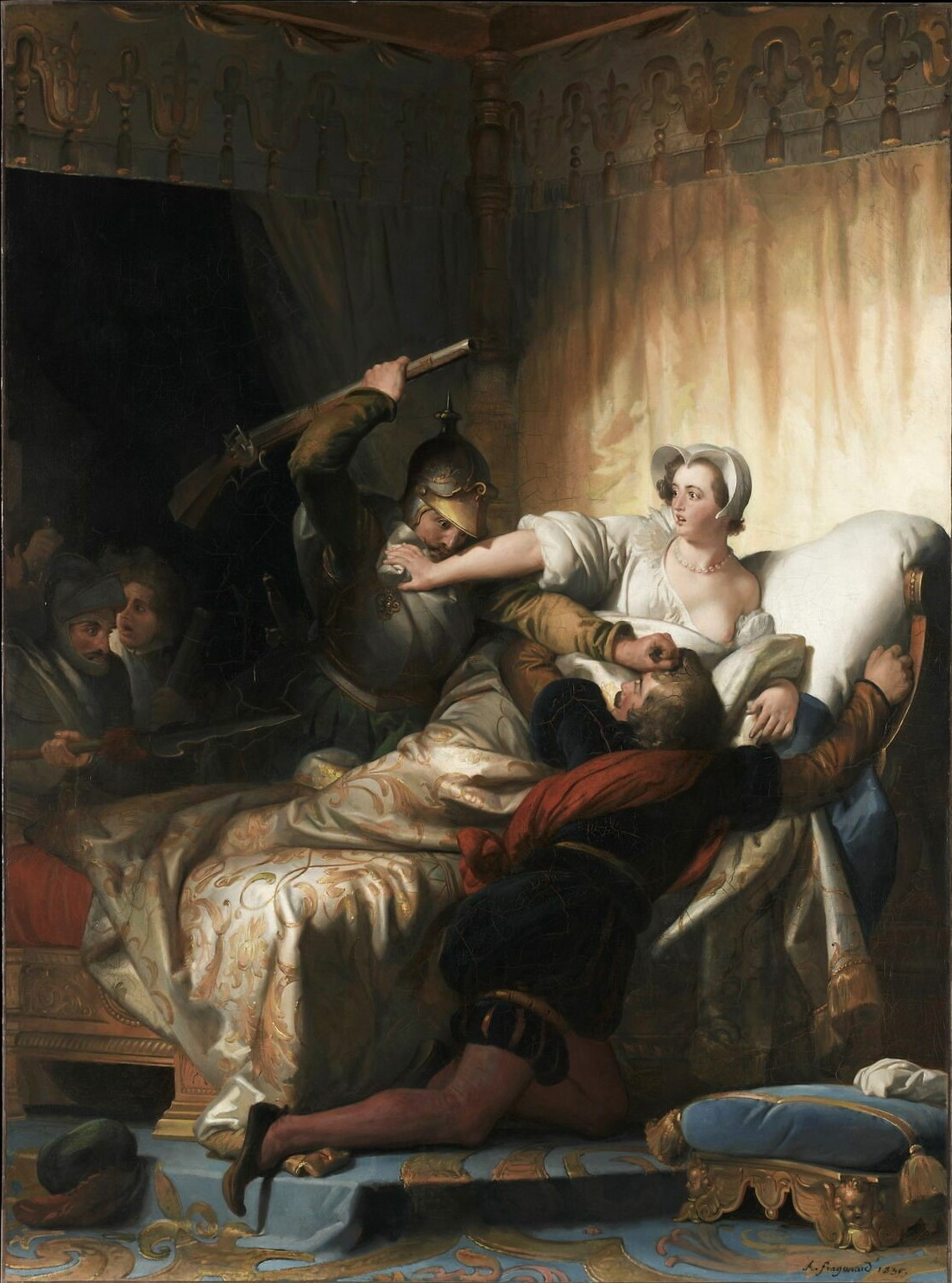
Die von Margarete in ihren Memoiren beschriebene Szene in ihrem Schlafzimmer während der Bartholomäusnacht auf einem Gemälde von Alexandre-Évariste Fragonard aus dem 19. Jahrhundert im Louvre

Am darauf folgenden Tag fand die Hochzeitszeremonie statt, ohne dass der eigentlich dazu nötige Dispens des Papstes abgewartet wurde. Die Zeremonie wurde auf dem Vorplatz der Kathedrale Notre-Dame de Paris durchgeführt, da sich Heinrich von Navarra weigerte, einer katholischen Messe im Kirchengebäude beizuwohnen. Das Gerücht, Margarete sei bei der Frage, ob sie ihren Verlobten zum Mann nehmen wolle, durch einen kräftigen Schlag auf den Hinterkopf von ihrem Bruder Heinrich zum Nicken genötigt worden, stammt jedoch aus späterer Zeit und wurde durch den Historiografen Pierre Matthieu in die Welt gesetzt. Der Zeremonie folgten mehrtägige Festivitäten und Volksbelustigungen, die bis zum 21. August 1572 andauerten.
Im Gefolge Heinrichs von Navarra waren zahlreiche Hugenotten nach Paris gekommen, um der Hochzeit beizuwohnen. Ein gescheitertes Attentat auf den calvinistischen Admiral Gaspard de Coligny war der Auslöser der Bartholomäusnacht, in deren Verlauf zahlreiche Hugenotten getötet wurden. Aus diesem Grund ging die Heirat Margaretes von Valois auch als die Pariser Bluthochzeit in die Annalen ein. Heinrich von Navarra wurde gefangen genommen und zum katholischen Glauben gezwungen. Katharina von Medici machte ihrer Tochter den Vorschlag, die Ehe aufgrund des blutigen Massakers annullieren zu lassen, was Margarete jedoch ablehnte; stattdessen stand sie loyal zu ihrem Ehemann. Dieser wurde trotz Übertritts zum Katholizismus gemeinsam mit Margarete und ihrem jüngeren Bruder François-Hercule im Louvre gefangen gehalten.
Margaretes Memoiren sind eine der wenigen zeitgenössischen Darstellungen der Ereignisse der Bartholomäusnacht und neben einem Text von Jean de Mergey, Sekretär des Kardinals François de La Rochefoucauld, der einzige bekannte Bericht, der die Ereignisse innerhalb des Louvre beschreibt. So erzählt Margarete, dass sich Gabriel de Levis, Vicomte de Leran, ein Hugenotte aus dem Hochzeitsgefolge ihres Mannes, während der Nacht Einlass in ihr Schlafzimmer verschaffte, als er von Soldaten ihres Bruders, König Karl, verfolgt wurde. Durch ihre Fürsprache wurde sein Leben verschont. Diese Szene fand später in abgewandelter Form Eingang in Alexandre Dumas’ Roman La reine Margot.

### Verschwörung gegen Heinrich III. und die Reise nach Flandern

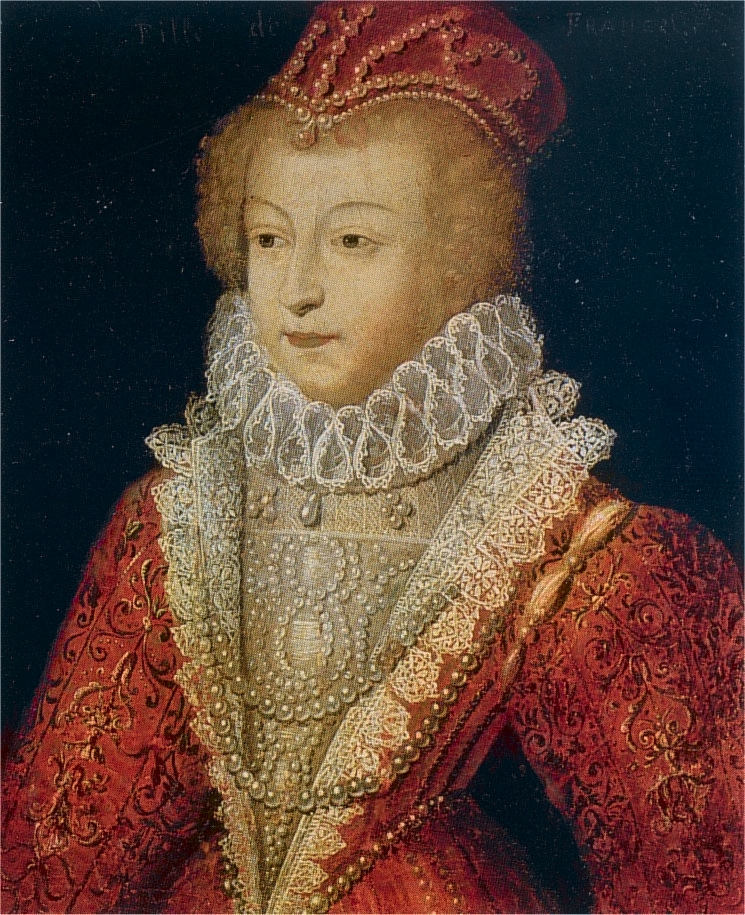
Porträt Margaretes um 1572. Es handelt sich hierbei um die Kopie eines anonymen Malers im Schloss Blois. Das Original aus der Schule François Clouets befindet sich im Musée Crozatier in Le Puy-en-Velay.

Heinrich von Valois, der jüngere Bruder König Karls IX., wurde 1573 auf Betreiben Katharinas von Medici zum König von Polen und Litauen gewählt und verließ Paris in Richtung Krakau. Zur gleichen Zeit bildete sich in den Reihen des französischen Adels eine politische Gruppierung gemäßigter Protestanten und Katholiken, die Les Malcontents („Die Unzufriedenen“) genannt wurde. Sie traten für eine dauerhafte Aussöhnung der beiden Religionen in Frankreich und für mehr Rechte für die protestantische Seite ein. Sowohl Heinrich von Navarra als auch Margarete und François-Hercule, obwohl immer noch unter Arrest im Louvre stehend, beteiligten sich aktiv an diesem Bündnis. Noch ehe Karl IX. im Mai 1574 starb, waren die Malcontents die treibende Kraft einer Verschwörung, bekannt unter dem Namen Complot du Mardis Gras (auch: Complot de Vincennes). Sie hatte zum Ziel, nicht Heinrich, den in Polen weilenden nächsten Thronanwärter, sondern seinen jüngeren Bruder François-Hercule zum nächsten König von Frankreich zu erheben, da er im Ruf stand, religiös toleranter als sein älterer Bruder zu sein. 
Die Verschwörung wurde im Februar 1574 aufgedeckt, pikanterweise durch Margarete selbst, die ihrer Mutter Katharina davon berichtete. Ihre Motive dafür sind bis heute unklar. François-Hercule und Heinrich von Navarra wurden infolgedessen im Schloss Vincennes festgesetzt. Ein erster Fluchtversuch der beiden schlug fehl und zwei ihrer Unterstützer – Joseph Boniface de La Môle und der Graf Annibal de Coconas – wurden dafür hingerichtet. Auch ein zweiter, von Margarete ersonnener Fluchtplan scheiterte, dieses Mal jedoch ohne Konsequenzen für die Beteiligten. Auf Betreiben Katharinas von Medici wurde eine Kommission aus Parlamentsmitgliedern gebildet, um den Verschwörungsfall genauestens zu untersuchen. Zu diesem Zweck verfasste Margarete im April 1574 für ihren Mann das Mémoire justificatif pour Henri de Bourbon, eine Verteidigungsschrift, die ihm während der Untersuchung gute Dienste leisten sollte und die Kommission davon überzeugte, dass er und François-Hercule nicht an dem Komplott beteiligt gewesen waren. Die beiden wurden zurück nach Paris gebracht und standen unter noch strengerer Bewachung, als es direkt nach der Bartholomäusnacht der Fall gewesen war.
Trotz verschärfter Haftbedingungen konnte François-Hercule am 15. September 1575 mit Margaretes Hilfe aus dem Louvre nach Dreux fliehen. Da Heinrich III. sie der Komplizenschaft verdächtigte, wurde Margarete unter Hausarrest und strenge Bewachung gestellt, obwohl ihr eine Beteiligung an der Flucht ihres Bruders nicht nachgewiesen werden konnte.
Heinrich von Navarra tat es François-Hercule im Februar 1576 gleich – ihm gelang die Flucht aus Paris jedoch ohne Zutun seiner Frau, die von den Fluchtplänen nicht unterrichtet war. Trotzdem stand sie wieder unter Verdacht, zum Gelingen des Vorhabens beigetragen zu haben. Heinrichs Flucht bedeutete zugleich eine zweijährige Trennung der beiden Eheleute und ihre Entfremdung.
François-Hercule hatte sich unterdessen offen auf die Seite der Protestanten geschlagen. Um ihn und später auch um Heinrich von Navarra sammelten sich die unzufriedenen protestantischen Gruppierungen und rüsteten sich für neue militärische Unternehmen. Margarete stand zu jener Zeit immer noch unter Hausarrest im Louvre. Erst als François-Hercule Friedensverhandlungen verweigerte, solange seine Schwester eine Gefangene war, stimmte Heinrich III. einer Aufhebung des Arrestes zu. Gemeinsam mit ihrer Mutter wohnte Margarete den anschließenden Friedensverhandlungen zwischen dem Königshaus und Vertretern der Hugenotten bei, die im Mai 1576 in das Edikt von Beaulieu mündeten.
1577 bereiste Margarete Flandern, um dort für François-Hercule und seine Thronambitionen in den Spanischen Niederlanden zu werben. Gegenüber Heinrich III. und ihrer Mutter gab sie vor, zur Kur reisen zu wollen, und ließ sich dabei unter anderem von Philippe de Montespan, Prinzessin von Roche-sur-Yon und ihrer Hofdame Hélène de Tournon begleiten. Ein Großteil von Margaretes Memoiren befasst sich mit diesem Aufenthalt in Flandern, obwohl er lediglich von Ende Mai bis etwa Mitte Dezember dauerte. Letztendlich waren Margaretes diplomatische Bemühungen ohne Erfolg, denn Heinrich III. versagte seinem jüngeren Bruder die Unterstützung, die notwendig gewesen wäre, um dessen Pläne in die Tat umzusetzen.
Heinrich von Navarra hatte seine Frau nach der Aufhebung ihres Hausarrests mehrfach aufgefordert, an seinen Hof in Nérac zu kommen. Doch sowohl Heinrich III. als auch Katharina hatten die Befürchtung gehegt, Margarete könne in Navarra zu einer Art Geisel werden, mit der das Königshaus erpressbar würde. Deshalb hatten sie alles in ihrer Macht Stehende getan, um Margarete von einer Abreise nach Nérac abzuhalten und aus diesem Grund auch schnell in ihre Pläne eingewilligt, nach Flandern zu reisen. Doch nach Margaretes Rückkehr konnten sie keine Gründe mehr anführen, sie von der Rückkehr zu ihrem Ehemann abzuhalten. Außerdem hoffte der König nun, sie könne bei zukünftigen Verhandlungen zwischen Protestanten und Katholiken vermitteln und ihren Mann im Sinne des Königshauses beeinflussen.

### Hofhaltung in Nérac
1578 durfte Margarete in Begleitung ihrer Mutter und des Kanzlers Guy Faur, seigneur de Pibrac, in die Gascogne reisen, um ihren Ehemann wiederzusehen. Das Paar traf sich erstmals in der Guyenne wieder, doch Heinrich von Navarra zeigte vorerst nicht viel Interesse an seiner Frau. Er behandelte sie zwar höflich und zuvorkommend, vermied aber ein allzu häufiges Aufeinandertreffen.
Nachdem Katharina von Medici wieder nach Paris abgereist war, hielt sich das königliche Paar für kurze Zeit auf Schloss Pau auf. Dort war der Katholizismus jedoch verboten, und obwohl für Margarete eine Ausnahme gemacht und für sie in einer kleinen Kapelle katholische Messen gelesen wurden, fühlte sie sich laut ihren Memoiren sehr unwohl. Erst als der Hof nach Nérac im Herzogtum Albret weiterzog, besserte sich ihre Lage, weil das Albret zum Gebiet des französischen Königreichs gehörte und dort die religiösen Regeln wesentlich toleranter waren.
Unter Margaretes Einfluss entwickelte sich der Hof schnell zu einem Treffpunkt von angesehenen Literaten und Philosophen wie Guillaume de Saluste du Bartas und Michel de Montaigne. Die Königin führte in Nérac das Gedankengut des Neuplatonismus ein, veranstaltete literarische Zirkel und gab zahlreiche rauschende Feste. Ihre prachtvolle Hofhaltung, gepaart mit ausschweifenden Veranstaltungen und der dort üblichen, stark ausgeprägten Art der Galanterie, machte in ganz Europa von sich reden, so dass sie sogar William Shakespeare zu seiner Komödie Verlorene Liebesmüh inspiriert haben sollen. Als es 1579 zum Siebten Hugenottenkrieg kam, machten viele Zeitgenossen die Intrigenspiele am Néracer Hof und die Königin von Navarra dafür verantwortlich, weswegen er auch Guerre des Amoureux („Krieg der Liebenden“) genannt wurde. Heutige Historiker sehen die Ursachen aber nicht in dem unterstellten Groll Margaretes gegen ihren Bruder Heinrich, sondern vielmehr in einer unzureichenden Umsetzung der Vereinbarungen, die 1577 im Frieden von Bergerac festgeschrieben worden waren. Sie zählen es sogar zu ihren Verdiensten, dass diese religiösen Auseinandersetzungen nur kurz dauerten und 1580 schließlich in den Frieden von Fleix mündeten, an dessen Aushandlung sie selbst beteiligt war.
War das Verhältnis zwischen Heinrich von Navarra und seiner Frau nach ihrem Wiedersehen allmählich enger und freundschaftlicher geworden, so verschlechterte es sich während der Zeit in Nérac wieder. Ausschlaggebend dafür war Heinrichs neue Mätresse Françoise de Montmorency, Baronesse de Fosseux, genannt „la Fosseuse“, die Heinrichs ganze Aufmerksamkeit für sich in Anspruch nahm und Margarete aus der Gunst ihres Mannes verdrängte. Die Königin tröstete sich ab 1580 mit einer romantischen Beziehung zu Jacques de Harlay, seigneur de Champvallon, dem Stallmeister ihres jüngeren Bruders François-Hercule; ein Verhältnis, das sie – nach einer kurzen Unterbrechung – nach seiner Heirat 1582 mit Cathérine de La Marck wiederaufnahm.

### Rückkehr nach Paris und Verbannung vom Königshof
Auf Einladung ihrer Mutter und ihres Bruders Heinrich brach Margarete im Januar 1582 auf, um den französischen Hof in Paris zu besuchen. Das Angebot des Königs basierte weniger auf familiärer Höflichkeit denn auf politischem Kalkül und dem erneuten Versuch, Margarete als Verbündete für die Interessen der Katholischen Liga zu gewinnen. Heinrich machte seine Schwester immer noch für den Krieg der Liebenden verantwortlich, und entsprechend reserviert war der ihr bereitete Empfang bei der Ankunft im Louvre Ende Mai.
Doch Heinrichs Bemühungen, Margarete auf seine Seite zu ziehen, schlugen fehl und trugen dazu bei, dass das Verhältnis zwischen ihm und seiner Schwester zerrüttet blieb. Erschwerend kam hinzu, dass Gerüchte über Margaretes angeblich lasterhaftes Privatleben die Runde machten, die durch ihre wiederaufgenommene Liaison zu Jacques de Harlay zusätzlich genährt wurden. Als sie im Juni 1583 erkrankte und deshalb das Bett hüten musste, mutmaßten viele, dass sie ein uneheliches Kind erwarte. Am 8. August kam es dann während eines Balls im Louvre zum Eklat: Heinrich warf seiner Schwester in aller Öffentlichkeit einen liederlichen Lebenswandel vor, zählte sämtliche der ihr unterstellten Liebhaber auf und verbannte sie vom Hof. Dieser Vorfall war ein bis dato beispielloser Vorgang und erregte in ganz Europa großes Aufsehen, insbesondere an den Königshöfen stieß Heinrichs Verhalten auf völliges Unverständnis.
Zutiefst gedemütigt verließ Margarete daraufhin Paris in Richtung Vendôme, wurde aber auf Geheiß ihres Bruders von königlichen Soldaten in der Nähe von Palaiseau gefangen genommen und im Schloss Montargis festgesetzt. Immer noch äußerst wütend instruierte Heinrich Margaretes Hofdamen, wie sich ihre Herrin gemäß ihrer königlichen Herkunft zu benehmen habe, und zeigte keinerlei Ambitionen, seine Schwester nach dieser erneuten Kränkung ihrer Person freizulassen. Erst durch Intervention Katharinas von Medici wurde Margaretes Arrest in Montargis aufgehoben. An eine Rückkehr nach Nérac war aber vorerst nicht zu denken. Heinrich von Navarra weigerte sich, seine Ehefrau wieder bei sich aufzunehmen, solange sich Heinrich III. nicht für die ungerechtfertigten Vorwürfe entschuldigt habe. Margarete war deshalb gezwungen, acht Monate lang Quartier in verschiedenen Städten zu nehmen und auf die Beilegung des Streits zu warten. Erst im April 1584 erlaubte ihr Mann die Rückkehr nach Nérac, nachdem der französische König als Wiedergutmachung territoriale Zugeständnisse an die Krone von Navarra gemacht hatte.
Die Aufnahme Margaretes am navarresischen Hof war jedoch nicht besonders herzlich. Heinrich zeigte wieder keinerlei Interesse an seiner Frau und widmete sich ausschließlich seiner neuen Mätresse Diane d’Andouins, Comtesse de Guiche, die „La belle Corisande“ genannt wurde.

### Herrschaft in Agen
Diane d’Andouins verstand es, Heinrich von Navarra von seiner Ehefrau fernzuhalten. Er wählte das Schloss Pau als Domizil für sich und seine Mätresse, während Margarete im Schloss von Nérac blieb. Als im Juni 1584 ihr Bruder François-Hercule und damit der letzte männliche Thronerbe der Valois-Dynastie starb, avancierte Heinrich von Navarra offiziell zum Thronfolger Heinrichs III., dessen Ehe mit Louise de Lorraine-Vaudémont kinderlos geblieben war. Margaretes Rolle als Vermittlerin zwischen ihrem Mann und dem französischen Königshaus war damit obsolet, was ihren Einfluss am navarresischen Hof schwächte. Der Verlust des geliebten jüngeren Bruders wog für sie deshalb doppelt schwer.
Im März 1585 verließ Margarete Nérac in Richtung Agen, das zu ihrer Apanage gehörte, mit dem Plan, sich mit Unterstützung der Katholischen Liga als eine Art Souverän in der Auvergne zu etablieren. Durch ihre Zuwendung zur Liga zog sie sich aber sowohl den Zorn ihres Ehemanns als auch den ihres Bruders Heinrich zu.
Es gelang ihr, die Bevölkerung und den Adel von Agen für sich und damit gegen ihren Mann einzunehmen und davon zu überzeugen, dass die Stadt gegen zu befürchtende Angriffe der Hugenotten befestigt werden müsse. Als sie jedoch damit begann, Agen in eine Festung zu verwandeln, die Steuern zur Finanzierung der umfangreichen Baumaßnahmen erhöhte und den Bürgern den Abzug aus der Stadt verweigerte, brachte sie die dortige Bevölkerung gegen sich auf. Es drohte eine Revolte, der sie nur durch eine überstürzte Flucht in die Festung von Carlat bei Aurillac im November des Jahres 1585 entgehen konnte. Von dort versuchte sie, unterstützt von einigen wenigen Adeligen, mit einem eilig aufgestellten eigenen Heer das gesamte Agenais unter ihre Kontrolle zu bringen, was ihr jedoch letztendlich nicht gelang.
Als Truppen ihres Bruders Heinrich anrückten, musste Margarete ein weiteres Mal fliehen und zog sich auf das Schloss Ybois nahe Issoire, einen Besitz ihrer Mutter Katharina, zurück. Dort wurde sie im Oktober 1586 von königlichen Soldaten unter Führung Jean Timoléons de Beaufort-Montboissier, Vicomte de Lamothe, Marquis de Canillac, gefangen genommen und auf Befehl des Königs in die Festung Usson im heutigen Département Puy-de-Dôme gebracht, wo sie im November des gleichen Jahres eintraf.

### Festungshaft in Usson
Von November 1586 bis Juli 1605 musste Margarete in der Verbannung auf der Festung in Usson verbringen. Es gelang ihr aber, sich allmählich mit der neuen Situation zu arrangieren. Als Jean Timoléon de Beaufort-Montboissier die Haftbedingungen erleichterte, wurde dies von späteren Geschichtsschreibern dem Umstand zugeschrieben, dass Margarete ihren Bewacher verführt habe, ein Gerücht, das bisher nicht mit Beweisen untermauert werden konnte. Er lief schließlich zur Katholischen Liga über und übergab die Festung Usson an Margarete, die dort anschließend einen Hof ähnlich wie in Nérac mit Musikern, Schriftstellern und Intellektuellen führte. Sie unterhielt dort sogar ein Theater, trotzdem blieb sie gesellschaftlich isoliert und wurde von großen Geldsorgen geplagt.
Von ihrer Mutter, die ihr in der Vergangenheit immer wieder hilfreich zur Seite gestanden hatte, konnte sie mittlerweile keine Unterstützung mehr erhoffen. Katharina von Medici plante inzwischen, ihre Lieblingsenkelin Christine de Lorraine mit Heinrich von Navarra zu vermählen, um auf diese Weise das Verhältnis der französischen Königsdynastie der Valois zum navarresischen Königshaus zu festigen, wobei ihr die noch bestehende Ehe zwischen dem designierten Thronfolger und ihrer eigenen Tochter im Wege stand. Es gingen sogar Gerüchte um, dass Margarete um ihr Leben fürchten musste, da die Königsmutter auch nicht vor einem Mord zurückschrecken würde, um ihr Ziel zu verwirklichen.
Nach dem Tod Heinrichs III. im August 1589 bestieg Margaretes Ehemann als Heinrich IV. den französischen Königsthron, und Margarete wurde – trotz Verbannung – nominell Königin Frankreichs. Heinrichs offizielle Salbung zum König fand jedoch erst im Februar 1594 in der Kathedrale von Chartres statt, nachdem er, gemäß dem Willen seines Vorgängers, zum katholischen Glauben konvertiert war.
Bereits 1593 hatte Heinrich IV. Kontakt zu Margarete aufgenommen, um über eine Annullierung seiner kinderlosen Ehe mit ihr zu verhandeln. Er spielte mit dem Gedanken, nach einer Trennung seine damalige Mätresse Gabrielle d’Estrées zu heiraten, die ihm im Juni 1594 einen Sohn und damit einen potentiellen Thronfolger gebar. Damit befand sich Margarete seit langer Zeit erstmals wieder in einer Verhandlungsposition, die es ihr ermöglichte, auf die Geschicke des französischen Königshauses Einfluss zu nehmen, und so verweigerte sie lange Zeit ihr Einverständnis zur Annullierung der Ehe. Diese wurde erst am 7. Februar 1599 in ihrem Namen beantragt. Als Begründungen wurden zu enge Verwandtschaft (Margarete und ihr Mann waren beide Urenkel Charles’ de Valois), Kinderlosigkeit und das angeblich fehlende Einverständnis der Braut zur Eheschließung angeführt. Papst Clemens VIII. erklärte die Heirat daraufhin am 24. September 1599 für nichtig, und Margarete wurde für ihr Einverständnis eine beachtliche Abfindung zugesprochen. Ihr wurden als Entschädigung unter anderem das Agenois, das Condomois und Rouergue sowie das Herzogtum Valois zuerkannt. Zudem erhielt sie eine Pension, und Heinrich IV. tilgte ihre bis dato aufgelaufenen Schulden; die Titel der „Königin von Frankreich“ und „Herzogin von Valois“ blieben ihr erhalten.
1593/94 hatte ihr Brantôme, der Margarete ebenso wie Honoré d’Urfé regelmäßig in Usson besuchte und sie sehr verehrte, eine Version seines Discours (s. Lit.) zukommen lassen. Mit der Begründung, einige darin geschilderte Sachverhalte richtigstellen zu wollen, begann sie 1594 mit dem Verfassen ihrer Memoiren, die sie Brantôme widmete. Außerdem fing sie an, religiöse Schriften zu studieren.

### Die letzten Jahre in Paris

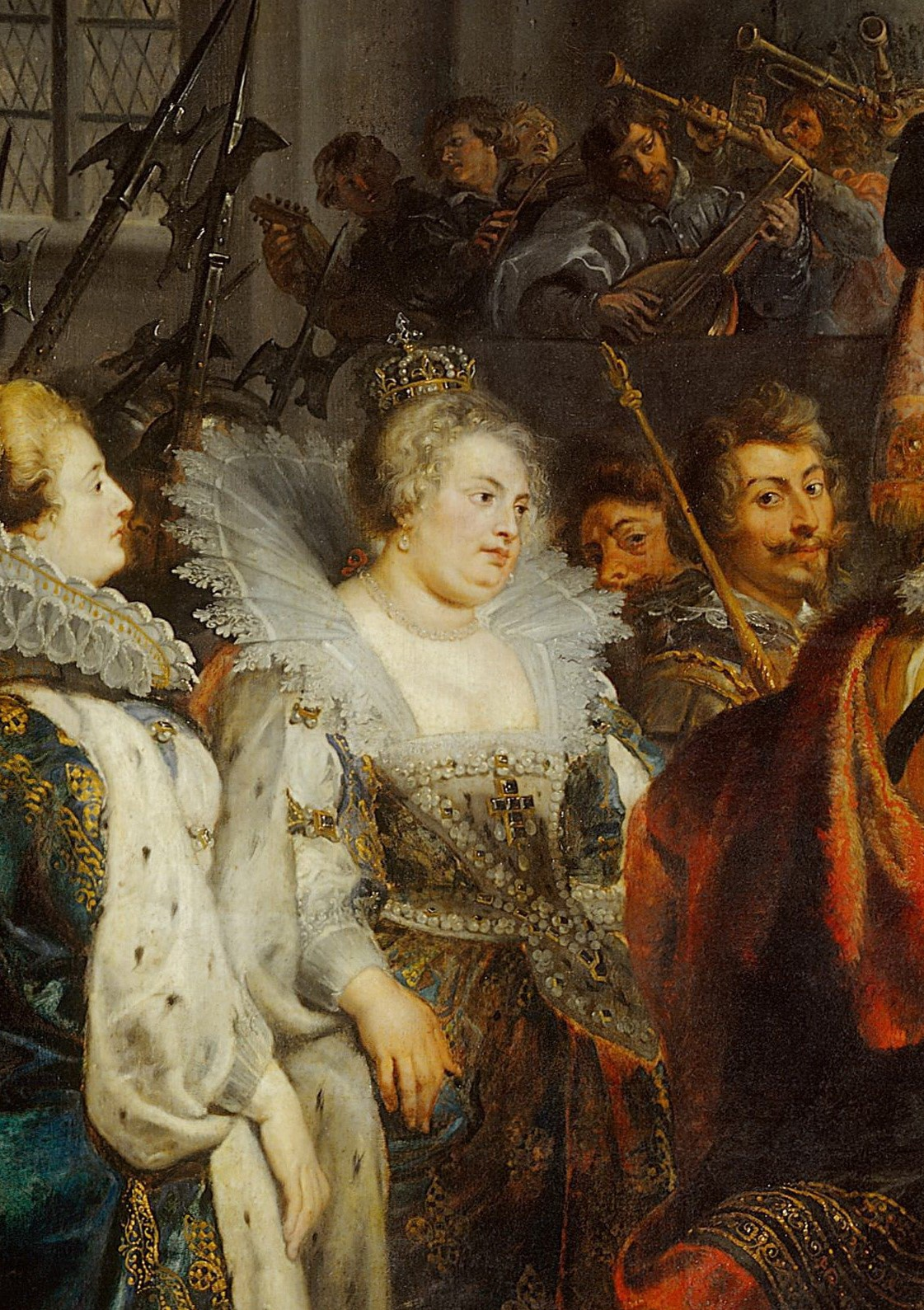
Margarete während der Krönungszeremonie Marias von Medici auf einem Gemälde von Peter Paul Rubens

Im Juli 1605 erhielt Margarete die Erlaubnis Heinrichs IV., Usson zu verlassen und das Schloss Madrid in Boulogne sur Seine (heute: Neuilly-sur-Seine) zu beziehen. Sie blieb jedoch nur wenige Monate dort, ehe sie unautorisiert das Hôtel de Sens in Paris bezog.
Ihre Rückkehr in die Hauptstadt des französischen Königreichs war aber nicht nur dadurch bedingt, dass sie wieder am höfischen Leben teilnehmen wollte, es standen auch handfeste finanzielle Interessen dahinter. Margarete stritt um ihr mütterliches Erbe, denn Katharina von Medici war 1589 verstorben. Es existierten Dokumente, wonach diese ihre Tochter enterbt hatte. Heinrich III. hatte aufgrund dessen noch zu seinen Lebzeiten sämtlichen Besitz Katharinas zum Erbe Charles’ de Valois, des unehelichen Sohns seines Bruders Karls IX., deklariert. Margarete war jedoch im Besitz von Dokumenten, die eindeutige Maßgaben enthielten, wonach ihr das gesamte Erbe der Mutter zufallen sollte. Margarete gelang es in Paris, den Anspruch auf einen Teil des Erbes gerichtlich durchzusetzen, so dass sie ihren Lebensunterhalt fortan durch den Nachlass ihrer Mutter finanzieren konnte.
1607 bezog sie ein eigenes, selbst erbautes Hôtel am linken Ufer der Seine gegenüber dem Louvre. Sie gab dort zahlreiche große Empfänge mit Theater- und Ballettaufführungen und organisierte abendliche Tischgesellschaften mit Literaten, Gelehrten und Philosophen. Margarete unterhielt den ersten Pariser Salon und betätigte sich als Mäzenin junger Dichter und Poeten.
Da sich die Beziehung zu ihrem Ex-Ehemann wieder gebessert hatte, verband sie während dieser Zeit auch ein sehr freundschaftliches Verhältnis zu Maria de’ Medici, die nach dem Tod Gabrielle d’Estrées’ zweite Ehefrau Heinrichs IV. geworden war. So war Margarete am 13. Mai 1610 in der Basilika Saint-Denis dabei, als Maria zur Königin gekrönt wurde, und diese wählte sie zur Patin für ihren Sohn Gaston, der am 15. Juni 1614 durch Kardinal Jean IV. de Bonsi getauft wurde. Bereits 1606 hatte Margarete Marias Sohn Ludwig XIII. testamentarisch zu ihrem Alleinerben bestimmt, und nach der Ermordung Heinrichs IV. (14. Mai 1610) unterstützte sie Maria von Medici während der ersten Jahre der Regentschaft für den noch unmündigen Ludwig XIII. Sie empfing beispielsweise im Namen des französischen Hofes mehrere ausländische Botschafter, und während der Generalstände 1614 wurde sie durch die Regentin zu Verhandlungen mit kirchlichen Würdenträgern beauftragt. Ihr Wirken während dieser Versammlungen war zugleich ihr letztes öffentliches Auftreten auf dem politischen Parkett Frankreichs.
Margarete von Valois starb unerwartet am 27. März 1615 nach einer Krankheit im Alter von 61 Jahren in Paris. Das offizielle Begräbnis in der Basilika von Saint-Denis fand aber erst am 20. Juli 1616 statt. Bei der Plünderung der Königsgräber von Saint-Denis während der Französischen Revolution wurde ihr Grab am 17. Oktober 1793 geöffnet und geplündert, ihre Überreste wurden in einem Massengrab außerhalb der Kirche beerdigt. Während der bourbonischen Restauration nach 1815 wurden die in den beiden Gruben außerhalb der Kathedrale beerdigten Gebeine und sterblichen Überreste erneut geborgen und, da sie einzelnen Individuen nicht mehr zuzuordnen waren, in einem gemeinsamen Ossarium in der Krypta der Kathedrale beigesetzt.

## Privatleben
In positiv geprägten zeitgenössischen Darstellungen wurde immer wieder Margaretes Schönheit hervorgehoben. So schreibt Brantôme über sie: „[…] je croy que toutes celles qui sont, qui seront et jamais ont esté, près de la sienne sont laides, et ne sont point beautez […]“. (deutsch: „[…] ich glaube, dass alle Frauen, die sind, die sein werden und die jemals gewesen sind, in ihrer Nähe hässlich wirken und nicht als Schönheiten gelten können […]“). Aufgrund dieser sowohl bei Bewunderern als auch bei Gegnern viel zitierten Schönheit hatte Margarete zahlreiche Verehrer, die in vielen Veröffentlichungen als Liebhaber dargestellt wurden, obwohl die Zuneigung nur einseitig oder die Beziehung rein platonisch war. Auch Flirts wurden oft als Liebesbeziehung gedeutet.

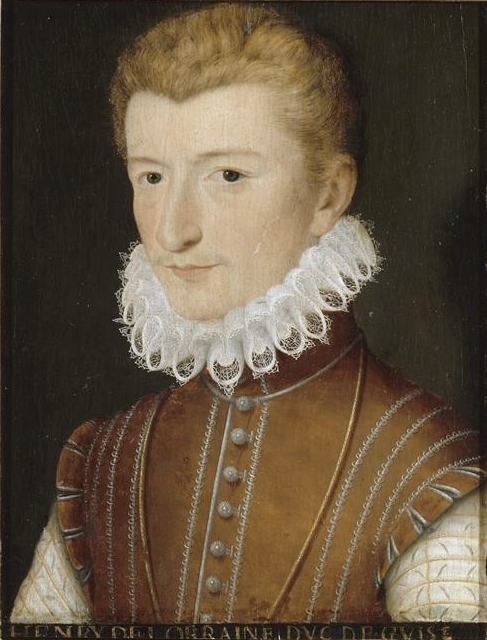
Einer der wenigen bewiesenen Liebhaber Margaretes ist Henri I. de Lorraine; Porträt eines anonymen Malers in Versailles, um 1566–1568

Belegt ist, dass die 17-jährige Margarete eine Liaison mit Henri I. de Lorraine verband. Der wurde nach Bekanntwerden der Verbindung sofort vom königlichen Hof entfernt und mit Catherine de Clèves vermählt. Ebenfalls als wahr gilt heute eine sehr kurze sexuelle Beziehung Margaretes mit Joseph de Boniface, einem Favoriten ihres Bruders François-Hercule. Als Mitglied der Malcontents wurde er 1574 wegen Verschwörung hingerichtet. Als bewiesen gilt in der heutigen Forschung außerdem, dass der 1579 ermordete Louis de Clermont, seigneur de Bussy d’Amboise, ein weiterer Favorit François-Hercules, Liebhaber Margaretes war. Zwar leugnet sie diesen Umstand in ihren Memoiren, aber es existieren zahlreiche andere, zeitgenössische Berichte darüber. Das Verhältnis beider war in Paris stadtbekannt. Die Liste der nachgewiesenen Galane schließt mit dem bereits oben genannten Jacques de Harlay ab.
Der Königin wurden aber viele weitere Männer als Liebhaber zugeschrieben, ohne dass dafür Beweise gefunden wurden. Zu diesen Männern zählen Henri de La Tour d’Auvergne, mit dem Margarete eine Liaison während der Zeit in Nérac unterhalten haben soll, ebenso wie der auvergnatische Vogt François Robert de Lignerac, seigneur de Pleaux, der sie mit Soldaten während ihres Aufenthaltes in Aurillac unterstützte. Zu den unbewiesenen Liebschaften gehört auch Jean Timoléon de Beaufort-Montboissier, Margaretes Bewacher während ihrer Verbannung in Usson. Zeitgenössische Geschichtsschreiber deuteten die allmähliche Erleichterung der Haftbedingungen sowie die anschließende Übergabe Ussons in die Hände Margaretes derart, dass die Königin ihren Bewacher verführt haben müsse, um solche Dinge bewirken zu können. Ein weiterer angenommener, aber nicht bewiesener Liebhaber ist Jean de Larte de Galart, seigneur d’Aubiac, nach dessen Hinrichtung Margarete ein Gedicht verfasste, um sein Andenken zu ehren. Hinzu kommen diverse nicht namentlich bekannte Männer wie Pagen und Knechte des königlichen Hofs von niedrigem Bildungsstand, die ihr aufgrund der Schrift La Ruelle mal assortie zugeschrieben wurden. Gleichfalls ungeklärt ist, ob Margarete von Valois während ihrer letzten Jahre in Paris ein Verhältnis zu ihrem Favoriten, einem Sieur de Saint-Julien, unterhielt, der 1606 vor ihren Augen von einem seiner Vorgänger erschossen wurde.
Gänzlich falsch scheint hingegen die Behauptung mehrerer Pamphletisten, die Königin habe auch eine lesbische Beziehung mit Françoise de Clermont, Herzogin von Uzès, unterhalten, die bewiesenermaßen nur ihre Hofdame und eine sehr enge Freundin war.

## Werke und Leistungen

### Kultur
Neben Christine de Pizan und Marguerite de Valois-Angôuleme gab es in der Geschichte vor Margarete von Valois nur sehr wenige Frauen, die bis dato eine nachhaltige literarische Hinterlassenschaft vorweisen konnten. Sie war sowohl das erste Mitglied eines europäischen Königshauses, dessen Leben nicht nur durch die Berichte eines bestellten Historiografen geschildert wurde, als auch die erste Frau weltweit, deren persönliche Memoiren in Form einer Autobiografie veröffentlicht wurden. Erstmals 1628 – also 13 Jahre nach ihrem Tod – in Französisch unter dem Titel Les mémoires de la roine Marguerite von Auger de Mauléon publiziert, avancierten Margaretes Aufzeichnungen zu einem wahren Bestseller, der allein während des 17. Jahrhunderts in mehr als 30 verschiedenen Auflagen und auch in Englisch veröffentlicht wurde. Die erste Ausgabe schilderte mit Ausnahme weniger Lücken auf 145 Seiten Margaretes Leben in den Jahren 1565 bis 1582. Sie gab ein fast authentisches Bild dieses Abschnitts französischer Geschichte wieder, beschrieb einige Ereignisse jedoch anders, als sie sich – aus Sicht des heutigen Forschungsstands – zugetragen haben. So verschweigen die Lebenserinnerungen zum Beispiel, dass die Rückreise Margaretes 1577 aus Flandern sehr turbulent verlief, da politische Gegner ihres Bruders François-Hercule versuchten, sie gefangen zu nehmen, um François’ Pläne für die Spanischen Niederlande zu durchkreuzen. Auch stellte Margarete ihre Liebesbeziehung zu Louis de Clermont, seigneur de Bussy d’Amboise, als eine rein freundschaftliche Verbindung dar, obwohl dies nicht der Realität entsprach. Es ist nicht klar, ob die Auslassungen, Ungenauigkeiten und Widersprüche zum heute gültigen Forschungsstand Absicht der Autorin waren oder lediglich dem Umstand geschuldet sind, dass die Autobiografie aus dem Gedächtnis geschrieben wurde, ohne sie mit zeitgenössischen Aufzeichnungen abgleichen zu können.
Anlass zum Verfassen ihrer Memoiren, von denen bisher kein Originalmanuskript bekannt ist, gaben der Königin einige Schilderungen in Brantômes Discours, die sie richtigstellen wollte. Es scheint aber so, dass Brantôme ihre Aufzeichnungen nie erhalten hat, denn er nahm vor der Veröffentlichung seines Werks keine Veränderungen an ihm vor.
Mit dem Mémoire justificatif pour Henri de Bourbon verfasste Margarete von Valois im April 1574 nach dem Complot de Vincennes zudem eine Verteidigungsschrift für ihren Mann Heinrich IV., die maßgeblich dazu beitrug, dass er von dem Vorwurf, sich gegen den König verschworen zu haben, freigesprochen wurde. Zudem sind die feministische Schrift Discours docte et subtile dicté promptement par la reine Marguerite aus dem Jahr 1614, diverse Gedichte und zahlreiche Briefe von ihr erhalten. Letztere wurden ähnlich oft wie ihre Memoiren herausgegeben.
Hingegen ist unter Historikern und Literaturwissenschaftlern bis heute noch umstritten, ob auch La Ruelle mal assortie aus ihrer Feder stammt. Diese anonym veröffentlichte Schrift gibt den kurzen und komischen Dialog zwischen einer gebildeten Frau und ihrem ungebildeten Liebhaber wieder und galt lange Zeit als Werk Margaretes. Doch gerade jüngere Studien kommen zu dem Schluss, dass es ihr nur fälschlicherweise zugeschrieben wurde.
Margarete engagierte sich jedoch nicht nur im literarischen Bereich. Sie galt auch noch lang nach ihrer Zeit als bedeutendste Mäzenin Frankreichs, weil ihre Förderung kultureller Belange weit über das für Königinnen übliche Maß hinausreichte. Ihr besonderes Augenmerk lag dabei auf den Arbeiten von Frauen und feministischen Werken. Zahlreiche französische Künstler, Philosophen und Intellektuelle profitierten von ihrer Unterstützung, darunter der Komponist Claudio Monteverdi, die Philosophen Scipion Dupleix und Michel de Montaigne ebenso wie die Schriftstellerin Marie de Gournay, Saint Vincent de Paul oder Poeten wie Philippe Desportes, François de Malherbe, Antoinette de La Tour und Guillaume de Saluste Du Bartas.

### Politik
Margarete von Valois kam als Vermittlerin bei Verhandlungen zwischen den französischen Katholiken und Protestanten oft eine wichtige Aufgabe zu. So war sie unter anderem 1576 wesentlich am Zustandekommen des Edikts von Beaulieu und 1581 am Frieden von Fleix beteiligt. Obwohl sie damit dem französischen Königshaus wertvolle Dienste leistete, verlor sie allmählich dessen Vertrauen.

### Sonstiges
Auch diverse, heute noch zum Teil erhaltene Bauwerke sind Margarete von Valois zuzuschreiben. So zeichnete sie verantwortlich für den Bau eines besonders aufwändig ausgestatteten Stadtpalasts im Faubourg de Saint-Germain-des-Prés sowie die Errichtung eines Hôtels am rechten Seine-Ufer, von dem heute noch die Chapelle des Beaux-Arts erhalten ist. Außerdem ließ sie ein Hôtel in Issy maßgeblich umgestalten und legte so den Grundstein für das heutige Séminaire de Saint-Sulpice.
Darüber hinaus betätigte sie sich vor allem in ihren letzten Lebensjahren als Gönnerin kirchlicher Einrichtungen. Ihre großzügigen Schenkungen waren die Basis für die Gründung dreier Klöster: des Collège de la Compagnie de Jesus in Agen, eines Klosters der Kleinen Augustiner (1609) in Paris und eines Klosters der Töchter des Herzens Jesu.

## Rezeption
Zahlreiche Werke von Schriftstellern, Historikern, Komponisten und Dichtern wurden von der Person der Margarete von Valois inspiriert. Nicht nur, weil sie durch ihr Verhalten besonders bei Zeitgenossen von sich reden machte und während der Hugenottenkriege eine wichtige politische Persönlichkeit war, sondern weil die gesamte französische Königsfamilie schon immer im Mittelpunkt des öffentlichen Interesses stand, findet sie in zahlreichen Veröffentlichungen Erwähnung.

### Zeitgenössische Darstellungen
Neben vielen Werken über die französischen Religionskriege und über das Leben und Wirken ihres Bruders Heinrich III. und ihres Mannes Heinrich IV., in denen sie aufgrund der verwandtschaftlichen Beziehungen angeführt wird, wurden schon zu ihren Lebzeiten auch Schriften mit Margarete als Hauptthema verfasst. Die Darstellungen ihrer Person variieren dabei sehr stark. Pierre de Bourdeille, seigneur de Brantôme lobt sie und ihre Eigenschaften in seinem Discours V. Sur la royne de France et de Navarre, Marguerite, fille unique maintenant et seule restée de la maison de France in den höchsten Tönen, und Margaretes Bewunderer Honoré d’Urfé ließ sich bei seiner Figur der Galanthée in dem 1607 veröffentlichten Schäferroman L’Astrée von ihrer Person inspirieren. Aber ein 1606/07 verfasstes, jedoch erst 1663 anonym veröffentlichtes Pamphlet mit dem Titel Le divorce satirique de la reyne Marguerite stellt sie hingegen als lasterhaft, zügellos und unsittlich dar. Es zählt die angeblichen Gründe der Eheannullierung auf, die allesamt als Folge von Margaretes liederlichem Lebenswandel und ihrer Promiskuität geschildert werden. Ebenso negativ äußerten sich über sie auch Théodore Agrippa d’Aubigné in seinen Tragiques und der Chronist Pierre de L’Estoile.

### Darstellungen des 17. bis 19. Jahrhunderts
1647 erschien Hilarion de Costes Werk Les Eloges et les vies des reynes, des princesses, et des dames illustres en pieté, en Courage & en Doctrine, qui ont fleury de nostre temps, & du temps de nos Peres, das sich unter anderem mit Margarete befasste und sie als „la plus sçavante de toutes les Dames de son siecle“ (deutsch: „die gebildetste Frau ihres Jahrhunderts“) bezeichnet.
Während des 18. Jahrhunderts war Margarete als künstlerisches Motiv fast in Vergessenheit geraten. Erst 1829 erschien mit Prosper Mérimées La Chronique de Charles IX (Die Bartholomäusnacht) wieder ein viel beachtetes Werk, das sich auch mit ihrer Person beschäftigte. 1834 wurden dann Gédéon Tallemant des Réaux’ Les historiettes de Tallemant Des Réaux veröffentlicht, die ein wenig schmeichelndes Bild der Königin zeichnen, 1836 gefolgt von Giacomo Meyerbeers Oper Les Huguenots (deutsch: Die Hugenotten). Nachdem Jeanne Galzy 1852 schon die romantisierenden Biografie Margot, reine sans royaume herausgebracht hatte, erschien im gleichen Jahr Alexandre Dumas’ Roman La reine Margot (deutsch: Die Bartholomäusnacht) und machte Margarete gemeinsam mit dem gleichnamigen Theaterstück unter ihrem Spitznamen aus der Kinderzeit weltweit bekannt. Die Erzählung verbreitete das Bild einer überaus klugen, aber promisken Frau, die Opfer ihrer sexuellen Gelüste wird, und kolportierte damit die vorherrschende Meinung des ausgehenden 17. Jahrhunderts.

### Darstellungen seit dem 20. Jahrhundert
In der ersten Hälfte des 20. Jahrhunderts erschienenen mit Hugh Noel Williams’ Biografie Queen Margot: Wife of Henry of Navarre und La vie de Marguerite de Valois: Reine de Navarre et de France (1553–1615) von Jean-Hippolyte Mariéjol zwei ausführliche Biografien. Beide versuchen, alle Aspekte im Leben Margaretes von Valois gleichermaßen zu berücksichtigen, wenngleich sie aus der Sicht des heutigen Forschungsstands einige Fehler früherer, unkritischer Veröffentlichungen übernehmen. Ebenfalls eine wichtige (Neben-)Rolle spielt sie in Heinrich Manns zweibändigem Roman Henri Quatre von 1935/38.
Bereits 1949 hatte Edouard Bourdet, der wie Margarete im Schloss Saint-Germain-en-Laye geboren wurde, ein Theaterstück in zwei Akten mit dem Titel Margot veröffentlicht. Guy Breton publizierte ab 1956 mit großem Erfolg die Reihe Histoires d’amour de l’histoire de France, die wieder das Bild der lasterhaften Königin tradiert. Ihr folgte 1965 Jean Babelons Buch La Reine Margot, das in erzählerischem Stil das Leben Margaretes wiedergibt, sich aber um eine neutralere Darstellung ihrer Person bemüht.
Erst in den 1990er Jahren war sie wieder Objekt seriöser Studien. Besonders Philippe Erlangers La Reine Margot ou la Rébellion, Janine Garrissons Marguerite de Valois (deutsch: Königin Margot – Das bewegte Leben der Marguerite de Valois) und Éliane Viennots Marguerite de Valois, histoire d’une femme, histoire d’un mythe setzen sich kritisch mit dem überlieferten Stereotyp der Königin als sündiger und unmoralischer Person auseinander. Hinzu kommen mehrere wissenschaftliche Publikationen, deren Hauptaugenmerk auf den Memoiren Margaretes liegt.

### Margarete als Filmmotiv
Dumas’ Roman wurde mehrmals verfilmt. Der Regisseur Camille de Morlhon brachte den Stoff 1909/10 als Stummfilm unter dem Titel La Reine Margot mit Pierre Magnier und Berthe Bovy als Hauptdarsteller erstmals auf die Leinwand. 1914 folgte eine Verfilmung gleichen Namens mit Léontine Massart. Auch 1920 diente der Roman als literarische Vorlage für einen Film, der heute jedoch verschollen ist. Eine weitere Filmversion kam 1954 mit Jeanne Moreau und Louis de Funès unter dem Titel Bartholomäusnacht in die Kinos, 1961 gefolgt von einem französischen TV-Film unter der Regie von René Lucot. Die bisher bekannteste Verfilmung lieferte der Regisseur Patrice Chéreau 1994 mit La Reine Margot (deutsch: Die Bartholomäusnacht) mit Isabelle Adjani in der Hauptrolle. Die neuste Verfilmung namens Henri 4 von Jo Baier stammt aus dem Jahr 2010.

### Der Mythos
Bereits Ende des 17. Jahrhunderts besaß Margarete von Valois durch zeitgenössische Veröffentlichungen einen legendären Ruf, wenngleich die Meinungen über sie gespalten waren. Während die eine Seite höchste Bewunderung empfand, äußerte sich die andere Seite äußerst verächtlich über sie. Die unterschiedlichen Ansichten zogen sich auch in den nächsten rund 200 Jahren durch alle Publikationen und trugen dazu bei, dass Margarete im 19. Jahrhundert bereits zu einem Mythos geworden war. Dieser Status gipfelte in einer immer länger werdenden Liste angeblicher Liebhaber der Königin. Durch ihr gutes Verhältnis zu zweien ihrer Brüder während der Jugend wurden ihr sogar inzestuöse Beziehungen zu ihnen unterstellt. Das Bild Margaretes als einer unmoralischen und verdorbenen Frau existierte trotz Veröffentlichungen seriöser Biografien noch weit bis in das 20. Jahrhundert.

### Werkausgaben
- Margarete von Valois: Geschichte der Margaretha von Valois, Gemahlin Heinrichs IV. Von ihr selbst geschrieben. Nebst Zusätzen und Ergänzungen aus anderen französischen Quellen. Herausgegeben und mit einem Nachwort versehen von Michael Andermatt. Wissenschaftliche Buchgesellschaft, Darmstadt 1996.
- Marguerite de Valois: Correspondance, 1569–1614. Mit Anmerkungen von Éliane Viennot. Honoré Champion, Paris 1998, ISBN 2-85203-955-9.
- Marguerite de Valois: Mémoires et lettres de Marguerite de Valois. Jules Renouard, Paris 1842 (online).
- Memoirs of Marguerite de Valois, Queen of Navarre. Bearbeitung eines anonymen Autors von 1813, L. C. Page and Company, Boston 1899 (online).

### Hauptliteratur
- Jean Babelon: La Reine Margot. Berger-Levrault, Paris 1965.
- Pierre de Bourdeille, seigneur de Brantôme: Discours V. Sur la royne de France et de Navarre, Marguerite, fille unique maintenant et seule restée de la maison de France. In: Œuvres complètes de Pierre de Bourdeille, abbé et segneur de Brantôme. Band 10, unveränderter Nachdruck der Ausgabe von Librairie Plon, Paris 1890. Kraus Reprint, Liechtenstein 1977, S. 185–252 (online).
- Jean Castarède: La Triple vie de la reine Margot: amoureuse, comploteuse, écrivain. Éd. de la Seine, Paris 1994, ISBN 2-7382-0677-8.
- Hilarion de Coste: La reyne Marguerite, duchesse de Valois. In: Les Eloges et les vies des reynes, des princesses, et des dames illustres en pieté, en Courage & en Doctrine, qui ont fleury de nostre temps, & du temps de nos Peres. Band 2, 2. Auflage. Sébastien et Gabriel Cramoisy, Paris 1647, S. 401–419 (online).
- Philippe Erlanger: La Reine Margot ou la Rébellion. Perrin, Paris 1972.
- Janine Garrisson: Königin Margot – Das bewegte Leben der Marguerite de Valois. Benziger, Solothurn und Düsseldorf 1995, ISBN 3-545-34134-8.
- Jean-Hippolyte Mariéjol: La vie de Marguerite de Valois: Reine de Navarre et de France (1553–1615). Nachdruck der Ausgabe von Hachette, Paris 1928. Slatkine Reprints, Genf 1970.
- Éliane Viennot: Marguerite de Valois, histoire d’une femme, histoire d’un mythe. Editions Payot & Rivages, Paris 1994, ISBN 2-228-88894-X.
- Hugh Noel Williams: Queen Margot: Wife of Henry of Navarre. Nachdruck der Ausgabe von Harper & Bros. 1907. Kessinger Publishing, Whitefish 2005, ISBN 1-4179-5253-9 (online).

### Weiterführende Literatur
- Cathleen M. Bauschatz: Plaisir et Proffict in the Reading and Writing of Marguerite de Valois. In: Tulsa Studies in Women’s Literature. Band 7, Nr. 1, 1988, ISSN 0732-7730, S. 27–48.
- Élise Bergeron: Questions de genre dans les Mémoires de Marguerite de Valois. Universität McGill, Montréal 1999 (PDF, 5,3 MB).
- Jacqueline Boucher: Deux épouses et reines à la fin du XVIe siècle: Louise de Lorraine et Marguerite de France. Universität Saint-Etienne, 1995, ISBN 2-86272-080-1.
- Jenifer Ann Branton-Desris: A la découverte d’une perle francaise: L’identité de Marguerite de Valois définie par son choix de références. Universität Maine, Orono 2001. (PDF, 3,3 MB)
- Danielle Haase Dubosc, Éliane Viennot (Hrsg.): Femmes et pouvoirs sous l’Ancien Régime. Rivages, Paris 1991, ISBN 2-86930-488-9.
- Michel Moisan:  L’exil auvergnat de Marguerite de Valois. Créer, Nonette 1999, ISBN 2-909797-42-2.
- Stéphanie Pinard Friess: Mémoires et Histoire. Laisser ses Mémoires à l’histoire et entrer dans la légende: le cas de la «reine Margot». Universität Laval, Laval 2002.
- Robert J. Sealy: The Myth of the Reine Margot: Toward the Elimination of a Legend. Peter Lang, New York 1994, ISBN 0-8204-2480-3.
- Éliane Viennot: Une intellectuelle, auteure et mécène parmi d’autres: Marguerite de Valois (1553–1615). In: Clio. Histoires, femmes et sociétés. Nr. 13, 2001, Universität Toulouse-Le Mirail, Toulouse 2001, ISSN 1777-5299, S. 125–134 (online).